# سیارک ۱۳۷۰۳۹
سیارک ۱۳۷۰۳۹ (به انگلیسی: 137039 Lisiguang، نامگذاری:1998UX31) صد و سی و هفت هزار و سی و نهمین سیارک کشف شده‌است که در ۲۶ اکتبر ۱۹۹۸ کشف شد.